# Thousand Miles
«Thousand Miles» — сингл австралийского реп-исполнителя The Kid Laroi, выпущенный 22 апреля 2022 года на лейбле Columbia. Песня стала первым синглом с предстоящего дебютного альбома артиста «Kids Are Growing Up». Авторами песни являются The Kid Laroi, Эндрю Уотт, Луи Белл и Билли Уолш. «Thousand Miles» представляет собой акустическую поп-баладу среднего темпа из смеси гитарного бренчания и трэпбита.

## Запись и продвижение
Многочисленные фрагменты песни начали "всплывать" еще 2021 году, но только в следующем году она была выпущена как сингл. The Kid Laroi поддразнивал аудиторию, публикуя текст песни, а затем его удалял, а также исполнял ее на своих живых выступлениях. 13 апреля 2022 года The Kid Laroi объявил дату выхода «Thousand Miles» и разместил ссылку на предзаказ песни. Позже артист опубликовал в TikTok 10-ти секундное видео, в котором он исполняет отрывок песни, призывая своих фанатов поделиться своей "последней ошибкой" под этот отрывок песни, затем на экране появляется фотография его бывшего менеджера Скутера Брауна. За первые два часа после публикации это видео набрало более 50 000 лайков. 19 апреля 2022 года The Kid Laroi опубликовал в своих социальных сетях шестисекундный ролик, в котором он сидит на скамейке, прежде чем на него неожиданно падает пианино. Затем видео становится черным и появляется дата выхода сингла.

## Коммерческий успех
В Австралии сингл дебютировал на четвертом месте в чарте синглов ARIA Charts, став пятой песней попавшей в топ-10 этого чарта. В американском чарте синглов Billboard Hot 100 сингл дебютировал с 15-й позиции, став четвертым попаданием в топ-20 чарта и самым лучшим сольным дебютом в нем.

## Музыкальный видеоклип
Премьера официального видеоклипа состоялась на YouTube в день релиза сингла 22 апреля 2022 года. Клип с театрально-комичным уклоном был снят режиссером Кристианом Бреслауэром, который до этого снимал клипы для Чарли Пута и Lil Nas X. Также в видео приняла участие девушка The Kid Laroi, звезда TikTok Катарина Деме.
Клип начинается с цены, где Деме работает баристом, а The Kid Laroi покупает кофе у нее. В остальной части клипа The Kid Laroi, одетый в белую одежду, несколько раз подвергается издевательствам со стороны своего злого "Я", одетого в красное. В частности сбрасывает на него рояль, пропускает через него ток, проезжает по нему катком для укладки асфальта, сбивает его поездом. После всех пыток красный The Kid Laroi делает операцию белому. В конце клипа, красный выкатывает из больницы белого на инвалидном кресле и в бинтах на встречу его девушки и, на его глазах, "уводит" ее. При этом она отталкивает белого The Kid Laroi на дорогу, где его сбивает машина скорой помощи.

## Чарты
| Чарт (2022)                     | Высшая позиция |
| ------------------------------- | -------------- |
| (ARIA)                          | 4              |
| Австрия (Ö3 Austria Top 40)     | 42             |
| (Canadian Hot 100)              | 11             |
| Чехия (Singles Digitál Top 100) | 80             |
| (Tracklisten)                   | 19             |
| (SNEP)                          | 172            |
| Германия (GfK)                  | 71             |
| Global 200 (Billboard)          | 14             |
| (IFPI)                          | 56             |
| Венгрия (Stream Top 40)         | 35             |
| (Plötutíðindi)                  | 16             |
| Ирландия (IRMA)                 | 19             |
| (AGATA)                         | 47             |
| Нидерланды (Dutch Top 40)       | 19             |
| Нидерланды (Single Top 100)     | 29             |
| (Recorded Music NZ)             | 6              |
| Норвегия (VG-lista)             | 13             |
| Португалия (AFP)                | 69             |
| (Singles Digitál Top 100)       | 61             |
| (RISA)                          | 37             |
| Швеция (Sverigetopplistan)      | 14             |
| Швейцария (Schweizer Hitparade) | 35             |
| Великобритания (OCC UK Singles) | 21             |
| Billboard Hot 100               | 15             |
| Adult Top 40 (Billboard)        | 24             |
| Mainstream Top 40 (Billboard)   | 15             |
| Rhythmic (Billboard)            | 26             |

## Сертификация
| Регион                                                                      | Сертификация  | Продажи   |
| --------------------------------------------------------------------------- | ------------- | --------- |
| Австралия (ARIA)                                                            | 2× Платиновый | 140 000   |
| Бразилия (ABPD)                                                             | Золотой       | 20 000    |
| Канада (Music Canada)                                                       | 2× Платиновый | 160 000   |
| Дания (IFPI Danmark)                                                        | Золотой       | 45 000    |
| Новая Зеландия (RMNZ)                                                       | Платиновый    | 30 000    |
| Великобритания (BPI)                                                        | Серебряный    | 200 000   |
| США (RIAA)                                                                  | Платиновый    | 1 000 000 |
| Данные о продажах + прослушиваниях приведены только на основе сертификации. |               |           |

## История релиза
| Регион   | Дата           | Формат                   | Лейбл    | Источник |
| -------- | -------------- | ------------------------ | -------- | -------- |
| Весь мир | 22 апреля 2022 | Цифровое Стриминг        | Columbia | [ 2 ]    |
| Италия   | 29 апреля 2022 | Радиоротация             | Sony     | [ 47 ]   |
| США      | 2 мая 2022     | Adult contemporary radio | Columbia | [ 48 ]   |
| США      | 3 мая 2022     | Contemporary hit radio   | Columbia | [ 49 ]   |